# Liverpool Football Club 1979-1980
Questa voce raccoglie le informazioni riguardanti il Liverpool Football Club nelle competizioni ufficiali della stagione 1979-1980.

## Stagione
Vincitore del Charity Shield in apertura di stagione, in campionato il Liverpool lottò al vertice contro il Manchester Utd, assumendo definitivamente il comando della classifica a gennaio e assicurandosi il titolo con un turno di anticipo, battendo per 4-1 l'Aston Villa ad Anfield: grazie a tale risultato i Reds poterono anche concludere il campionato imbattuti in casa, con sole otto reti subite.
Eliminato per il secondo anno consecutivo ai sedicesimi di finale di Coppa dei Campioni a causa di una rimonta subita nella gara di ritorno contro la Dinamo Tbilisi, in entrambe le coppe nazionali il Liverpool uscì alle semifinali: in particolare, in FA Cup l'eliminazione avvenne dopo quattro ripetizioni dell'incontro con l'Arsenal.

## Maglie e sponsor
Lo sponsor tecnico per la stagione 1979-1980 è Umbro, mentre lo sponsor ufficiale è Hitachi.
| Manica sinistra · Manica sinistra · Maglietta · Maglietta · Manica destra · Manica destra · Pantaloncini · Calzettoni | Manica sinistra · Manica sinistra · Maglietta · Maglietta · Manica destra · Manica destra · Pantaloncini · Calzettoni |  |

## Organigramma societario
Area direttiva
- Presidente: John Smith

Area organizzativa
- Segretario generale: Peter Robinson

Area tecnica
- Allenatore: Bob Paisley
- Allenatore in seconda: Ronnie Moran

## Rosa
| N. |                        | Ruolo | Calciatore      |
| -- | ---------------------- | ----- | --------------- |
|    | Inghilterra (bandiera) | P     | Ray Clemence    |
|    | Inghilterra (bandiera) | P     | Steve Ogrizovic |
|    | Israele (bandiera)     | D     | Avi Cohen       |
|    | Inghilterra (bandiera) | D     | Brian Kettle    |
|    | Inghilterra (bandiera) | D     | Colin Irwin     |
|    | Inghilterra (bandiera) | D     | Phil Neal       |
|    | Scozia (bandiera)      | D     | Alan Hansen     |
|    | Inghilterra (bandiera) | D     | Phil Thompson   |
|    | Inghilterra (bandiera) | D     | Alan Kennedy    |
|    | Inghilterra (bandiera) | D     | Richard Money   |
|    | Inghilterra (bandiera) | D     | Jimmy Case      |

| N. |                        | Ruolo | Calciatore       |
| -- | ---------------------- | ----- | ---------------- |
|    | Irlanda (bandiera)     | C     | Steve Heighway   |
|    | Inghilterra (bandiera) | C     | Sammy Lee        |
|    | Inghilterra (bandiera) | C     | Ray Kennedy      |
|    | Inghilterra (bandiera) | C     | Terry McDermott  |
|    | Galles (bandiera)      | C     | Kevin Sheedy     |
|    | Scozia (bandiera)      | C     | Graeme Souness   |
|    | Inghilterra (bandiera) | A     | David Fairclough |
|    | Scozia (bandiera)      | A     | Kenny Dalglish   |
|    | Inghilterra (bandiera) | A     | Howard Gayle     |
|    | Inghilterra (bandiera) | A     | David Johnson    |
|    | Scozia (bandiera)      | A     | Frank McGarvey   |

## Risultati

### Coppa dei Campioni
| Sedicesimi di finale - Andata | Liverpool | 2 – 1 | Dinamo Tbilisi |  |

| Sedicesimi di finale - Ritorno | Dinamo Tbilisi | 3 – 0 | Liverpool |  |

### Charity Shield
| Arbitro: | Courtney |

|                                |           |                |
| McDermott 38’ 65’ Dalglish 63’ | Marcatori | 88’ Sunderland |